# ユーモレスク (ドヴォルザーク)
『8つのユーモレスク』（フランス語: Humoresques, チェコ語: Humoresky）作品101（B. 187）は、アントニン・ドヴォルザークが1894年の夏に作曲したユーモレスク集。中でも変ト長調の第7曲は、最も有名なピアノ曲の一つに数えられており、またクライスラーによるヴァイオリン用の編曲でも名高い。

## 作曲の経緯
ニューヨークのナショナル音楽院の院長として1892年から1895年まで院長職にあった米国時代のドヴォルザークは、数々の興味深い楽想をスケッチ帳の中に書き溜めていた。こうした楽想を主題にして、たとえば『交響曲第9番「新世界より」』や『弦楽四重奏曲第12番「アメリカ」』、『弦楽五重奏曲第3番 変ホ長調』、『ソナチネ ト長調』といった大作を書き上げていったのだが、いくつか使わずじまいのままで残されたものもあった。
1894年、ドヴォルザークは家族とボヘミアのヴィソカー・ウ・プシーブラミで夏休みを過ごした。この休暇中に、蒐集した素材を用いてピアノのための小品集の作曲に着手し、7月19日にロ長調の小品をスケッチした。これは現在の第6曲のことである。だが間もなく、出版を目論んでこの曲集の完成に取り掛かり、1894年8月27日に譜面が出来上がった。草稿段階ではドヴォルザークはこの曲集を（1877年の『スコットランド舞曲』作品41に対して）『新スコットランド舞曲』と呼んでいた。曲集が『ユーモレスク』と名付けられたのは、譜面がドイツの楽譜出版社、ジムロックに送付される寸前のことであった。楽譜は同年8月中に出版されている。
8つの曲はすべて2⁄4拍子であり、規則的に8小節が一区切りになっている。
ジムロック社は、第7曲が大変な人気を博したのを利用して、さまざまな楽器や合奏のための編曲版も発表した。後に歌詞をつけて歌曲として発表され、また合唱曲としても編曲された。
日本における『ユーモレスク』の演奏（録音）のもっとも早い例として、1933年にわずか13歳の諏訪根自子がSPレコードで第7曲の録音を残している。（コロンビアレコード）

## 楽曲構成
次の8曲から成る。
1. ヴィヴァーチェ（変ホ短調）
2. ポコ・アンダンテ（ロ長調）
3. ポコ・アンダンテ・エ・モルト・カンタービレ（変イ長調）
4. ポコ・アンダンテ（ヘ長調）
5. ヴィヴァーチェ（イ短調）
6. ポコ・アレグレット　（ロ長調）
7. ポコ・レント・エ・グラツィオーソ（変ト長調）
8. ポコ・アンダンテ - ヴィヴァーチェ - メノ・モッソー・クヮジ・テンポ・プリモ（変ロ短調）

第1曲の主要主題は1892年の大晦日にニューヨークでスケッチされ、「葬送行進曲」との但し書が付けられていた。一方の副主題には、「街路で人々が歌う」と添えられていた。第4曲の開始主題もニューヨークでスケッチされており、実現しなかった歌劇『ハイアワサ』の素材が転用されている。 付点のリズムやペンタトニックの偏愛といった「アメリカ様式」は、その他の曲においても顕著である。

## 第7曲を使用した作品
- ジブリ劇場アニメ短篇　ギブリーズ　エピソード２
- テレビアニメ
  - ちびまる子ちゃん - 第268話「藤木の告白」の巻で笹山さんと城ヶ崎さんのピアノスクールの発表会にて城ヶ崎さんが演奏。 - 第881話「恥ずかしいカセットテープ」の巻で城ヶ崎宅で城ヶ崎さんの父がまる子達に城ヶ崎さんの発表会の時の演奏のテープを聞かせていた。
  - たまゆら（OVA） - 第4話「それはあの日のこと、なので」の冒頭回想シーンでオルガンによる音源、中間部分でヴァイオリン、ギター、ハーモニカによる音源がBGMとして使われていた。
- ゲーム
  - プーヤン - ステージBGMでアレンジしたものが使用されている。
  - 美味しんぼ 究極のメニュー三本勝負 - BGMとして使用されている。
  - とんがりボウシと魔法の365にち - BGMとしてアレンジされたものが使用されている。
- その他
  - フックブックロー
  - クインテット
  - 音楽ファンタジー・ゆめ - 1997年12月22日に放送された第87回「ユモレスク」にて使用されている。
  - 宇宙船サジタリウス
  - Time after time 〜花舞う街で〜
  - 小林脳行 - お風呂洗剤「バスタニック」CMソング
  - じゅげむじゅげむ - 清水玲子（ピアニスト・十文字学園女子大学教授）が落語「寿限無」にちなんだ歌詞をつけたもの[4][5]。